# Litoporus pakitza
Litoporus pakitza là một loài nhện trong họ Pholcidae. Loài này được phát hiện ở Peru.